# 朱家溍
朱家溍（1914年8月11日—2003年9月29日），字季黃，順天（今北京市）人，祖籍浙江蕭山，中国文物專家、戲曲研究專家、清史專家，故宮博物院研究員，中央文史研究馆馆员。

## 生平
朱家溍出生於的一個順天府（今北京市）官宦世家，高祖父朱鳳標，為清道光年間進士，歷任工、刑、戶、兵、吏五部尚書，時稱“蕭山相國”。父朱文钧為著名金石學家。因此朱家溍青少年受到良好的傳統文化教育，自幼酷愛文物與京劇。1941年畢業於輔仁大学國文系。1943年在重庆参加故宫博物院文物保管和研究工作。1945年抗日战争胜利后回到北平，历任故宫博物院科员、科长、编纂等职务，担任文物提集、整理、编目、陈列等工作。1983年，成為故宫博物院研究員。2003年逝世。

## 故居
朱家溍故居位於北京市東城區板廠胡同34號，本為僧格林沁王府的後院。朱家溍於1934年入住，至2003年去世。在其客廳內，有懸掛其好友啟功手書的「蝸居」二字，是為朱家溍的自況。

## 著作
著有《故宮退食錄》